# Dagur Bergþóruson Eggertsson
Dagur Bergþóruson Eggertsson (* 19. červen 1972 Oslo) je islandský politik, člen Sociálně demokratické aliance. Starostou Reykjavíku byl od 16. října 2007 do 24. ledna 2008 (jeho předchůdce byl Vilhjálmur Þórmundur Vilhjálmsson a jeho nástupcem Ólafur F. Magnússon), podruhé byl do funkce zvolen 16. června 2014 po Jónu Gnarrovi. V reykjavické městské radě zasedá od roku 2002, v letech 2009 až 2013 také zastával funkci místopředsedy Sociálně demokratické aliance.
Vystudoval medicínu na Islandské univerzitě, vedle práce lékaře ve fakultní nemocnici působil jako dramaturg vědeckých pořadů v Ríkisútvarpið, napsal životopis bývalého předsedy vlády Steingrímura Hermannssona. Je také absolventem mezinárodního práva na Lundské univerzitě ve Švédsku.
Jeho manželkou je lékařka Arna Dögg Einarsdóttir, mají spolu čtyři děti.